# الاتحاد الليبرالي (إسبانيا)
الاتحاد الليبرالي (بالإسبانية: Unión Liberal)‏ كان حزبا سياسيا في إسبانيا في الربع الثالث من القرن 19. وأسسه ليوبولدو أودونيل سنة 1858 بقصد التوصل إلى حل توفيقي واتخاذ موقف وسط بين القوى التي كانت تسيطر على السياسة الإسبانية خلال عهد إيزابيل الثانية. حيث يقف على أحد الجانبين القوى الليبرالية المحافظة وهم أنصار دستور إسبانيا 1812 (بالإسبانية: doceañistas)‏ ويحتشدون حول حزب الوسط أو المعتدل. ومن بين الشخصيات البارزة كانت الملكة الأم ماريا كريستينا دي بوربون والجنرال رامون ماريا نارفيز. ويقف في الجانب الآخر العشرينيون أصحاب الليبرالية الراديكالية ويلتفون حول حزب التقدم والميليشيا الوطنية. ومن بين الشخصيات البارزة في هذه كان الجنرال بالدوميرو إسبارتيرو. وكان كلا الطرفين في صف واحد في الحروب الكارلية، إلا أنهم أحيانا كانوا يقتتلون مع بعضهم بعضا، ويميل عناصر الحزب الوسط نحو الملكية المطلقة. وهدف أودونيل من الحزب هو الجمع بين المحافظين غير المطلقين و«التقدميين» غير المتطرفين واحتلال مركزا سياسي. وقد جاء لأول مرة مع هذا البرنامج في سبتمبر 1854 أي بعد فترة قليلة من نهاية فترة العشر سنوات من حكم الوسط، ولكن لم ينجح في تشكيل حزب في ذلك الوقت.